# Chevresis-Monceau
Chevresis-Monceau es una comuna francesa, situada en el departamento de Aisne, de la región de Alta Francia.

## Demografía
| 367 | 340 | 327 | 313 | 348 | 368 | 352 | 364 |
| Para los censos de 1962 a 1999 la población legal corresponde a la población sin duplicidades (Fuente: INSEE [Consultar]) |     |     |     |     |     |     |     |